# رولز رويس أم تي30
رولز رويس أم تي30 (بالإنجليزية: Rolls-Royce MT30) (التوربينات البحرية) هو أحد محرك غازي توربيني بحري، من إنتاج شركة رولز رويس بي إل سي البريطانية، بني استنادا على المحرك الجوي من طراز رولز رويس ترنت 800. ويحتفظ محرك أم تي30 بحوالي 80٪ من القواسم المشتركة مع محرك ترنت 800، والمخصص لطائرة بوينغ 777. ينتج قدرة طاقة قصوى تقدر بحوالي 40 ميغا واط، وحد أدنى من كفاءة الطاقة بحوالي 25 ميغا واط.
أعلنت رولز رويس عن برنامج أم تي30 في 11 سبتمبر 2001. وأجري التشغيل الأول للمحرك في 6 سبتمبر 2002. وفي أوائل عام 2003 تم اختيار أم تي30 ليزود بالطاقة حاملةالطائراتالمستقبلية التابعة للبحرية الملكية البريطانية والمعروفة (بالإنجليزية: CVFs)، والمدمرة متعددة المهام من فئة زموالت (بالإنجليزية: Zumwalt-class destroyer)، للبحرية الأمريكية. وفي يونيو 2004 منحت شركة لوكهيد مارتن عقدا لشركة رولز رويس لتزويد 5 سفن قتال ساحلية (بالإنجليزية: Littoral combat ship) بمحركات أم تي30.
في عام 2012 إعادة شركة رولز رويس تجميع تركيبة محرك أم تي30 بحيث تنسجم وتتناسب مع السفن الصغيرة،  وأول عميل للتركيبة المصغرة كانت كوريا الجنوبية، لاستخدامها على الفرقاطات الكورية من فئة إنشيون. وسوف تقدم رولز رويس أيضا بتقدم المحرك للسفن القتالية العالمية (بالإنجليزية: Global Combat Ship) المستقبلية، والتابعة للبحرية الملكية البريطانية، والتي يتوقع أن يبدأ بنائها في عام 2015.

## الاستخدامات
- حاملات الطائرات فئة الملكة اليزابيث (المملكة المتحدة)
- الفرقاطة المستقبلية (السفن القتالية العالمية) من نوع 26 (المملكة المتحدة)
- المدمرة من فئة زموالت (الولايات المتحدة الأمريكية)
- سفن قتال ساحلية من فئة فريدوم (الولايات المتحدة الأمريكية)
- فرقاطات امن فئة إنشيون (جمهورية كوريا)

## وصلات خارجية
- أم تي30 -صفحة ويب